# アミナリエ
アミナリエは大阪市北区大淀、あみだ池筋エリア（通称：あみよど）の街活性化のための活動のひとつで、11月頃から3月頃まで行われる冬のイベント。大淀中から大淀南のあみだ池筋約200mの区間にLEDを取り付けライトアップするもの。
「あみよどに花」をテーマとして春にはチューリップ、夏にヒマワリ。そして花の無い冬には「光の花」をとあみよど地区にゆかりのある有志で行われている街おこしの活動。
道路沿い200mに渡り展開されるアミナリエはAC電源の供給が難しく乾電池を電源としており大淀の人たちが電池が切れるたびに交換するという地道な活動を続けている。そのため、『ジミナリエ』『灯火』という俗称がつくほど小さく可愛いライトアップイベント。しかしライトアップは2017年で3年目を迎え地元の人々に浸透しはじめ、徐々にその認知度は高まってきている。
あみだ池筋大淀エリアの冬の夜を照らす。